# Lord of Parliament

Rangkrone eines Lords of Parliament

Ein Lord of Parliament (Scots Laird o Pairlament) ist ein Mitglied der niedrigsten Rangstufe im höheren Adel von Schottland (Peerage of Scotland). Der Lord of Parliament ist das schottische Äquivalent zum englischen und britischen Baron.
In Schottland ist nicht – wie im übrigen Vereinigten Königreich – der Baron der niedrigste Rang des Hochadels. Der Begriff Baron ist in Schottland kein Adelstitel, sondern bezeichnet den Inhaber eines Feudalrechts („Feudalbaron“).
Der Begriff Lord of Parliament existiert nur in der männlichen Form und hat keine weibliche Entsprechung. Die Inhaber einer Lordship of Parliament bezeichnet man als Lord X bzw. Lady X. Ebenso heißt die Ehefrau eines Lords Lady X. Der Erbe des Titels (Heir apparent) trägt den Höflichkeitstitel The Master/The Mistress of X, die jüngeren Kinder werden als Hon. [Vorname] [Nachname] angesprochen.
Die Verleihung von Titeln eines Lord of Parliament endete, als Schottland und England 1707 zu Großbritannien vereinigt wurden. Danach wurde einheitlich der Titel Baron verliehen.
Lords of Parliament verwenden die gleiche Rangkrone wie britische Barons.
Heutzutage beschreibt der Titel Lord of Parliament neben der historisch, schottischen Baronswürde auch die Mitglieder des britischen Oberhauses, des House of Lords.